# Swift (Minnesota)
Swift in Minnesota ist ein Census-designated place in den Vereinigten Staaten.
Swift liegt südöstlich von Warroad in Minnesota; zu den nahegelegenen Orten gehören außerdem Roosevelt und Williams.
Nördlich von Swift befindet sich der South Shore WMA State Park und der Lake of the Woods.
Swift ist über den MN11, die 640th Avenue und den Kirkwood Drive an das amerikanische Straßennetz angeschlossen. 
Der Ort besitzt einen Eisenbahnanschluss. 
Die nächsten größeren Flughäfen sind der Hector International Airport in Fargo (335 km südwestlich), der Winnipeg James Armstrong Richardson International Airport (230 km nordwestlich), der Thunder Bay Airport (500 km östlich) und der Minneapolis-Saint Paul International Airport (560 km südsüdöstlich). 